# Fornæs Pastorat
Fornæs Pastorat er et pastorat i Norddjurs Provsti, Århus Stift.
Pastoratet fik sit endelige navn i 2018 efter en sammenlægning af sogne i Norddjurs Provsti, der derved blev opdelt i tre store pastorater.
Sognepræst pr. 2020 er Sigrid Marcussen.

Pastoratet består af de 11 sogne:

## Sogne
- Enslev Sogn
- Gjerrild Sogn
- Grenaa Sogn
- Hammelev Sogn
- Hemmed Sogn
- Karlby Sogn
- Kastbjerg Sogn
- Rimsø Sogn
- Veggerslev Sogn
- Villersø Sogn
- Voldby Sogn

## Kirker
I pastoratet er der 12 kirker
- Enslev Kirke
- Gjerrild Kirke
- Grenaa Kirke
- Hammelev Kirke
- Hemmed Kirke
- Karlby Kirke
- Kastbjerg Kirke
- Rimsø Kirke
- Simon Peters Kirke
- Veggerslev Kirke
- Villersø Kirke
- Voldby Kirke